# Concentración en masa (química)
En química, la concentración en masa o concentración másica ρi (o γi) se define como la masa de un constituyente mi dividida por el volumen de la mezcla V.
{\displaystyle \rho _{i}={\frac {m_{i}}{V}}}
Para un producto químico puro, la concentración de masa es igual a su densidad (masa dividida por volumen); por lo tanto, la concentración de masa de un componente en una mezcla se puede llamar la densidad de un componente en una mezcla. Esto explica el uso de ρ (la letra griega minúscula rho), el símbolo más utilizado para la densidad.

## Definición y propiedades
El volumen V en la definición se refiere al volumen de la solución, no al volumen del solvente. Un litro de una solución generalmente contiene un poco más o un poco menos de 1 litro de solvente porque el proceso de disolución hace que el volumen de líquido aumente o disminuya. A veces, la concentración de masa se llama título.

### Notación
La notación común con la densidad de masa subraya la conexión entre las dos cantidades (siendo la concentración de masa la densidad de masa de un componente en la solución), pero puede ser una fuente de confusión, especialmente cuando aparecen en la misma fórmula sin diferenciarse por un símbolo adicional (como un superíndice de estrella, un símbolo en negrita o rho).

### Dependencia del volumen
La concentración másica depende de la variación del volumen de la solución debido principalmente a la expansión térmica. En pequeños intervalos de temperatura la dependencia es:
{\displaystyle \rho _{i}={\frac {\rho _{i\left(T_{0}\right)}}{1+\alpha \Delta T}}}
donde ρi(T0) es la concentración másica a una temperatura de referencia, α es el coeficiente de expansión térmica de la mezcla.

### Suma de concentraciones de masa - relación de normalización
La suma de las concentraciones de masa de todos los componentes (incluido el solvente) da la densidad ρ de la solución:
{\displaystyle \rho =\sum _{i}\rho _{i}\,}
Por lo tanto, para el componente puro, la concentración de masa es igual a la densidad del componente puro.

## Unidades
La unidad SI para la concentración de masa es kg/m3 (kilogramo/metro cúbico). Esto es lo mismo que mg/mL y g/L. Otra unidad de uso común es g/(100 mL), que es idéntico a g/dL (gramo/decilitro).

### Uso en biología
En biología, el símbolo "%" a veces se usa incorrectamente para indicar la concentración de masa, también llamada "porcentaje de masa/volumen". Una solución con 1 g de soluto disuelto en un volumen final de 100 mL de solución se etiquetaría como "1%" o "1% m/v" (masa/volumen). La notación es matemáticamente defectuosa porque la unidad "%" solo se puede usar para cantidades adimensionales. Por lo tanto, "solución porcentual" o "solución porcentual" son términos que se reservan mejor para "soluciones porcentuales en masa" (m/m = m% = soluto en masa/solución total en masa después de mezclar), o "soluciones porcentuales en volumen" (v/v = v % = volumen de soluto por volumen de solución total después de mezclar). Los términos muy ambiguos "solución porcentual" y "soluciones porcentuales" sin otros calificadores continúan encontrándose ocasionalmente.
Este uso común de % para significar m/v en biología se debe a que muchas soluciones biológicas son diluidas y a base de agua o una solución acuosa. El agua líquida tiene una densidad de aproximadamente 1 g/cm3 (1 g/mL). Así, 100 mL de agua es igual a aproximadamente 100 gramos. Por lo tanto, una solución con 1 g de soluto disuelto en volumen final de 100 mL de solución acuosa también se puede considerar al 1% m/m (1 g soluto en 99 g de agua). Esta aproximación se rompe a medida que aumenta la concentración de soluto (por ejemplo, en mezclas de agua y NaCl). Las concentraciones altas de soluto a menudo no son fisiológicamente relevantes, pero ocasionalmente se encuentran en farmacología, donde todavía se encuentra a veces la notación de masa por volumen. Un ejemplo extremo es la solución saturada de yoduro de potasio (SSKI) que alcanza una concentración de masa de yoduro de potasio de 100 "%" m/v (1 gramo KI por 1 ml de solución) solo porque la solubilidad de la sal densa KI es extremadamente alta en agua y la solución resultante es muy densa (1,72 veces más densa que el agua).
Aunque hay ejemplos de lo contrario, debe subrayarse que las "unidades" de uso común de % p/v son gramos por mililitro (g/mL). Las soluciones 1% m/v a veces se consideran gramos/100 mL, pero esto resta valor al hecho de que % m/v es g/mL; 1 g de agua tiene un volumen de aproximadamente 1 mL (a temperatura y presión estándar) y se dice que la concentración en masa es 100%. Para hacer 10 mL de una solución acuosa de colato al 1%, 0,1 gramos de colato se disuelven en 10 ml de agua. Los matraces volumétricos son la pieza de vidrio más apropiada para este procedimiento, ya que pueden ocurrir desviaciones del comportamiento ideal de la solución con altas concentraciones de soluto.
En soluciones, la concentración de masa se encuentra comúnmente como la relación de masa/[solución de volumen], o m/v. En soluciones de agua que contienen cantidades relativamente pequeñas de soluto disuelto (como en biología), estas cifras pueden "percentivizarse" multiplicando por 100 una proporción de gramos de soluto por ml de solución. El resultado se da como "porcentaje de masa/volumen". Tal convención expresa la concentración de masa de 1 gramo de soluto en 100 mL de solución, como "1 m/v %".

## Cantidades relacionadas

### Densidad del componente puro
La relación entre la concentración de masa y la densidad de un componente puro (concentración de masa de mezclas de un solo componente) es:
{\displaystyle \rho _{i}=\rho _{i}^{*}{\frac {V_{i}}{V}}\,}
donde  ρ∗
i es la densidad del componente puro, Vi el volumen del componente puro antes de mezclar.

### Volumen específico (o volumen específico de masa)
El volumen específico es el inverso de la concentración de masa solo en el caso de sustancias puras, para las cuales la concentración de masa es igual a la densidad de la sustancia pura:
{\displaystyle \nu ={\frac {V}{m}}\ ={\frac {1}{\rho }}}

### Concentración molar
La conversión a concentración molar ci viene dada por:
{\displaystyle c_{i}={\frac {\rho _{i}}{M_{i}}}}
donde Mi es la masa molar del constituyente i.

### Fracción de masa
La conversión a fracción de masa wi viene dada por:
{\displaystyle w_{i}={\frac {\rho _{i}}{\rho }}}

### Fracción molar
La conversión a fracción molar xi viene dada por:
{\displaystyle x_{i}={\frac {\rho _{i}}{\rho }}{\frac {M}{M_{i}}}}
donde M es la masa molar promedio de la mezcla.

### Molalidad
Para mezclas binarias, la conversión a molalidad bi viene dada por:
{\displaystyle b_{i}={\frac {\rho _{i}}{M_{i}(\rho -\rho _{i})}}}

## Variación espacial y gradiente
Los valores de concentración (másica y molar) diferentes en el espacio desencadenan el fenómeno de la difusión.